# ستيفن زوبر
ستيفن زوبر (بالإنجليزية: Steven Zuber)‏ (و. 1991  م) هو لاعب كرة قدم، من سويسرا، ولد في فينترتور، شارك في ألعاب أولمبية صيفية 2012، وكأس العالم 2018، يلعب كلاعب وسط.

## مسيرته الكروية
لعب ستيفن زوبر خلال مسيرته الاحترافية مع 4 أندية في أربعة عشر موسمًا وسجل خلالها 38 هدفًا ضمن 280 مباراة. حيث فاز في موسم واحد بالكأس وفي موسم واحد بالدوري.
خاض ستيفن زوبر مسيرته مع نادي غراسهوبر زيوريخ في موسم 2008–09 ليلعب معه خمسة مواسم، مشاركًا في 127 مباراة سجل خلالها 23 هدفًا. ثم انتقل إلى نادي سيسكا موسكو في موسم 2013–14 ولمدة موسمين، حيث شارك في 44 مباراة سجل خلالها هدفًا واحدًا. لينتقل بعدها إلى نادي هوفنهايم في موسم 2014–15 في المرة الأولى ليلعب معه خمسة مواسم ثم في موسم 2019–20 لمدة موسم واحد، مشاركًا طوالها في 96 مباراة سجل خلالها 9 أهداف. ثم انتقل إلى نادي شتوتغارت في موسم 2018–19 لمدة موسم واحد، مشاركًا في 13 مباراة سجل خلالها 5 أهداف.

## روابط خارجية
- ستيفن زوبر على موقع الاتحاد الدولي (مؤرشف)  (الإنجليزية)
- ستيفن زوبر على موقع الاتحاد الأوربي (الإنجليزية)
- ستيفن زوبر على موقع إي إس بي إن إف سي (الإنجليزية)
- ستيفن زوبر على موقع قاعدة بيانات كرة القدم.إي يو (الإنجليزية)
- ستيفن زوبر على موقع ليكيب (الفرنسية)
- ستيفن زوبر على موقع ناشيونال فوتبول تيمز (الإنجليزية)
- ستيفن زوبر على موقع Soccerbase.com (لاعب) (الإنجليزية)
- ستيفن زوبر على موقع Soccerway.com (الإنجليزية)
- ستيفن زوبر على موقع عالم كرة القدم.نت (الإنجليزية)
- ستيفن زوبر على موقع أوليمبيديا (الإنجليزية)